# William Joseph Burns
Pour les articles homonymes, voir Burns.
Cet article possède un paronyme, voir William Burns.
William Joseph Burns, né le 11 avril 1956 à Fort Bragg (Caroline du Nord), est un homme politique et ancien diplomate américain. Il est directeur de la Central Intelligence Agency (CIA) dans l'administration du président Joe Biden du 23 mars 2021 au 20 janvier 2025.

## Biographie

### Jeunesse et formation
Né à Fort Bragg en Caroline du Nord, fils d'un officier militaire, William F. Burns (en) obtient un baccalauréat universitaire en histoire de l'université La Salle à Philadelphie, ainsi qu'une maîtrise et un doctorat en relations internationales de l'université d'Oxford, où il étudie comme boursier Marshall.

### Service diplomatique
Entré dans le service diplomatique en 1982, William Joseph Burns est nommé en 1988, sous la présidence de Ronald Reagan, secrétaire assistant auprès du Conseil de sécurité nationale et directeur pour le Proche-Orient et l'Asie du Sud.
Parlant couramment l'arabe et le russe, il est secrétaire exécutif du département d'État de 1996 à 1998, ambassadeur des États-Unis en Jordanie de 1998 à 2001, puis en Russie de 2005 à 2008, sous-secrétaire d'État aux Affaires politiques de 2008 à 2011 et secrétaire d'État adjoint des États-Unis de 2011 à 2014.
En sa qualité de sous-secrétaire d'État aux Affaires politiques, il est secrétaire d'État des États-Unis par intérim en janvier 2009 sous la présidence de Barack Obama, avant la confirmation de Hillary Clinton à la fonction par le Sénat des États-Unis. En tant que secrétaire d'État assistant aux Affaires du Proche-Orient (2001-2005), il recommande, au sein de l'administration du président George W. Bush, de ne pas lancer la guerre d'Irak.
Après son départ du Service extérieur des États-Unis (USFS) fin 2014, il devient président de la Fondation Carnegie pour la paix internationale en février 2015, fonction qu'il occupe jusqu'en mars 2021.

### Directeur de la CIA
Le 11 janvier 2021, le président élu Joe Biden le choisit pour diriger la CIA. Il est confirmé à l'unanimité par le Sénat le 18 mars suivant. Le 24 février 2021, sa nomination a été bien accueillie lors de l'audience de confirmation au Sénat. En mars 2021, la commission sénatoriale du renseignement a approuvé à l'unanimité la nomination de Burns, le préparant à un vote final. Le 18 mars 2021, Burns a été confirmé à ce poste avec le consentement unanime après que le sénateur Ted Cruz a levé sa nomination. Il a officiellement prêté serment en tant que directeur de la Central Intelligence Agency le 19 mars 2021, lors d'une cérémonie organisée par la vice-présidente Kamala Harris le 23 mars 2021,.